# Buhryń
Buhryń (ukr. Бугрин) – wieś na Ukrainie w rejonie hoszczańskim, obwodu rówieńskiego.